# Somalische gors
De Somalische gors (Emberiza poliopleura) is een zangvogel uit de familie van gorzen (Emberizidae).

## Verspreiding en leefgebied
Deze soort komt voor van Soedan tot Ethiopië, Somalië, Oeganda, Kenia en noordoostelijk Tanzania.